# Amara fervida fervida
Amara fervida fervida é uma subespécie de insetos coleópteros pertencente à família Carabidae.
A autoridade científica da subespécie é Coquerel, tendo sido descrita no ano de 1859.
Trata-se de uma subespécie presente no território português.